# Nephrophyllidium
Nephrophyllidium es un género con una sola especie, Nephrophyllidium crista-galli, de plantas fanerógamas perteneciente a la familia Menyanthaceae. 
Son plantas acuáticas con las hojas basales reniformes, Las flores son de color blanco con los pétalos adornados con alas laterales. Nephrophyllidium está estrechamente relacionado con  Menyanthes, con hábitos muy similares. 
Nephrophyllidium crista-galli se encuentra en el noroeste del Pacífico y Japón donde se conoce como subespecie japonicum (Franch.) Yonek. & H.Ohashi.
- Datos: Q2692545
- Multimedia: Nephrophyllidium / Q2692545
- Especies: Nephrophyllidium